# Компсозавр
Compsosaurus (что означает «изящная ящерица») — вымерший род фитозавров, крокодилоподобных рептилий, живших в триасовом периоде. Его окаменелости были найдены в Северной Каролине. Типовой вид Compsosaurus priscus был назван американским палеонтологом Джозефом Лейди в 1856 году, хотя другие источники говорят о 1857 годе.
Известны только четыре зуба, обнаруженные в угольных месторождениях карнийско—рэтского возраста в округе Чатем, Северная Каролина (вероятно, формация Красного Песчаника) и Ново-оксфордской формации в Пенсильвании.